# Dente por Dente
Dente por Dente é um filme brasileiro de 2021 do gênero suspense, dirigido por Júlio Taubkin e Pedro Arantes.

## Sinopse
Ademar (Juliano Cazarré) é dono de uma empresa de segurança prestadora de serviços para uma grande construtora na cidade de São Paulo. Ele começa a investigar o desaparecimento de seu amigo e sócio, Texeira (Paulo Tiefenthaler). Junto com a esposa do amigo desaparecido (Paolla Oliveira), ele descobre que Teixeira estava envolvido em um grande esquema de crimes, complicando a situação de todos ao seu redor.

## Elenco
- Juliano Cazarré como Ademar
- Paolla Oliveira como Joana Teixeira
- Renata Sorrah como Isadora Meirelles
- Paulo Tiefenthaler como Paulo Teixeira
- Aderbal Freire Filho como Delegado Valadares
- Paula Cohen como Cristina
- Philipp Lavra como Medeiros
- Bruno Bellarmino como Camargo
- Digão Ribeiro como Kléber
- Ana Flávia Cavalcanti como Márcia
- Adriano Barroso como Marcílio
- Juliana Gerais como Igarashi
- Brenda Ligia como moradora da ocupação
- Chico Santos como morador da ocupação

## Produção
Júlio Taubkin e Pedro Arantes assumem a direção do filme, sendo esse o primeiro longa-metragem das dupla como diretores. O roteiro do filme é de Arthur Warren com a colaboração de Michel Laub.
Para compor o personagem do protagonista, o ator Juliano Cazarré visitou ocupações e movimentos que buscam pela garantia de moradia à população. 
O filme é uma produção da Glaz Entretenimento em parceria com a Massa Real e ATC Entretenimento. A Globo Filmes e Telecine co-produziram.

## Lançamento
O filme teve première na Mostra Internacional de São Paulo, onde concorreu na mostra "Novos Diretores". Também participou do Fantastik Festival.
Foi lançado nos cinemas brasileiros pela Vitrine Filmes em 28 de janeiro de 2021, em sessões reduzidas devido à pandemia de COVID-19.

## Recepção

### Crítica dos especialistas
Em sua crítica ao site Estação Nerd, Hiccaro Rodrigues escreveu: "Dente por Dente tenta unir diversos elementos e acaba se tornando uma salada insossa. Os ingredientes para fazer um bom suspense nacional, com uma crítica social válida estão na trama. Só faltou serem trabalhados de modo mais coeso."
Letícia Alassë, para o site Cine Pop, escreveu: "Dente por Dente [...] nos coloca em um inferno de camadas subjetivas grosseiras. As especulações oníricas funcionam mais como apelo visual sanguinolento do que um mergulho no inconsciente do personagem e no seu papel de mensageiro."
Do site Cinema com Rapadura, Denis Le Senechal Klimiuc escreveu: "Dente por Dente merece ser conferido por conseguir beber de diversas fontes interessantes dos filmes de gênero, trazendo entretenimento à construção do cinema paulistano, geralmente tão melancólico."

### Prêmios e indicações
- 2019 - Fantastik Festival 
  - Melhor Filme (Júri técnico)
  - Melhor Filme (Júri popular)